# Drepanosticta anascephala
Drepanosticta anascephala – gatunek ważki z rodziny Platystictidae. Występuje w Azji Południowo-Wschodniej – w Tajlandii i Laosie, być może także w Mjanmie, chińskiej prowincji Junnan i na północy Malezji Zachodniej.